# Сумантри
Сумантри (индон. Sumantri Brodjonegoro) — гора в хребте Судирман, горы Маоке, на острове Новая Гвинея, провинция Папуа, Индонезия.

## География
Гора расположена в западной части хребта Судирман, на крайнем западе гор Маоке, в 3,5 км северо-восточнее от горы Джая, в 0,6 км северо-западнее от горы Нгга-Пулу, в 2,4 км к северу от горы Восточный Карстенс. Высота — 4870 м. Относительная высота — 350 м, поэтому гора не является самостоятельной вершиной, а относится к горному массиву Джая. Сумантри является одной из самых высоких несамостоятельных гор Индонезии. По абсолютной высоте гора уступает только Джае.

## Название
До 1973 года гора была известна как «Северо-западная Нгга-Пулу». В 1936 году члены экспедиции Карстенс назвали гору «Второй пик северной стены». Генрих Гаррер назвал вершину Нгапалу, нанеся её на карту, составленную в 1962 году, в то время как западный пик Нгга-Пулу — «Сандей-Пик». Описывая своё восхождение на оба пика, Дик Ишервуд, использовал название Нгга-Пулу для вершины, которая теперь носит название Сумантри, а Сандей-Пик для вершины, которая теперь известна как Нгга-Пулу. Правительство Индонезии переименовало вершину в честь профессора Сумантри Брадйонегоро, министра энергетики и минеральных ресурсов Индонезии, после его смерти в 1973 году.

## История
Юго-восточная вершина Нгга-Пулу была покорена нидерландской экспедицией в 1936 году. Вершина северо-восточная была впервые покорена в феврале 1962 года экспедицией под руководством австрийского альпиниста Генриха Гаррера.
В одиночку вершина Северо-Восточная впервые была покорена итальянским альпинистом Райнгольдом Месснером 27 сентября 1971 года. Через год Лео Мюррей, Джек Бейнс и Дик Ишервуд поднялись на пики Нгга-Пулу и нашли кол, который оставил Месснер на второй вершине «Северной стены», которую они назвали Нгга-Поло ныне — Сумантри.

## Геология и гляциология
Горы Центрального хребта Новой Гвинеи, к которому относятся горы Маоке и в частности гора Сумантри, сформированы и продолжают формироваться в результате столкновения Австралийской и Тихоокеанской плит, в результате этих процессов высота гор увеличивается. Верхняя часть горы сложена преимущественно из известняка.